# Pajusaari (ö i Lappland, Tunturi-Lappi, lat 67,16, long 24,00)
Pajusaari är en ö i Finland. Den ligger i vattendraget Kelhujoki och i kommunen Kolari kommun i den ekonomiska regionen  Fjäll-Lappland  och landskapet Lappland, i den norra delen av landet, 800 km norr om huvudstaden Helsingfors. Öns area är 4,6 hektar och dess största längd är 380 meter i nord-sydlig riktning.